# Réserve naturelle nationale du lac Luitel
La réserve naturelle nationale du lac Luitel (RNN1) est la première réserve naturelle créée en France, le 15 mars 1961. Située en Auvergne-Rhône-Alpes dans le département de l'Isère, elle occupe une surface de 17 ha et protège les tourbières et la flore originale du pourtour du lac Luitel.

## Localisation

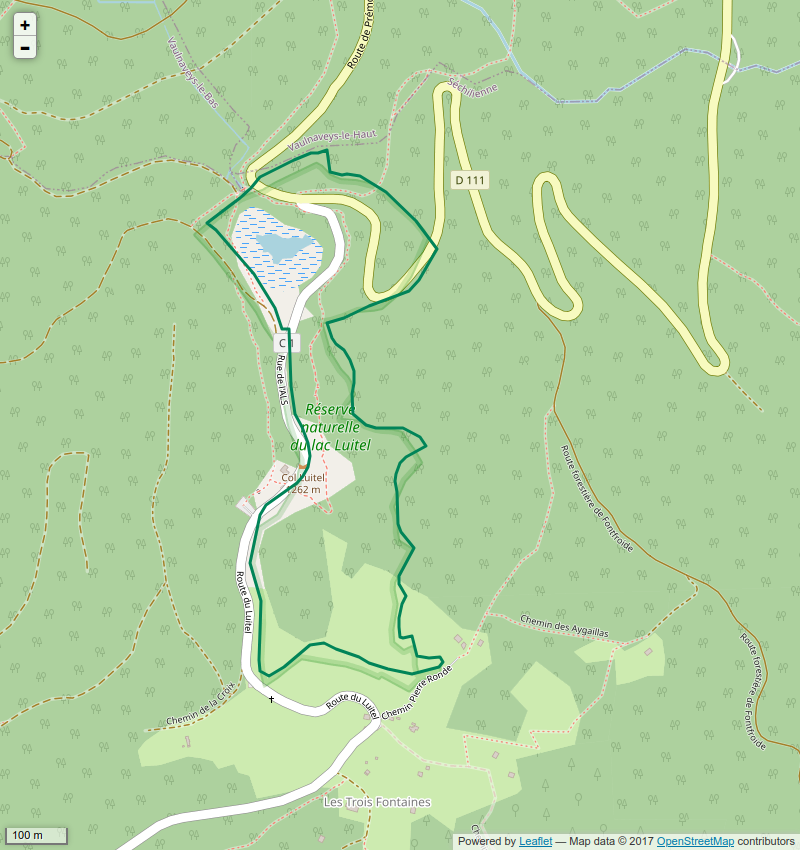
Périmètre de la réserve naturelle.

La réserve naturelle se situe sur la commune de Séchilienne dans le département de l'Isère à 1 260 m d'altitude, en dessous de la station de ski de Chamrousse et au-dessus de Uriage-les-Bains. Elle occupe une dépression en bordure de la route d'accès à Chamrousse.

## Histoire du site et de la réserve
Le lac Luitel occupe une dépression engendrée jadis par le glacier de la Romanche, ancien glacier de l'Oisans qui a rejoint celui de l'Isère. Occupant initialement toute la surface du lac, les zones d'eau libres tendent à se réduire par progression des radeaux végétaux en périphérie. Les sphaignes avancent ainsi vers le centre du lac puis la matière organique s’accumule et forme un sol flottant où les arbres s'implantent. Lors de leur développement, ils finissent par basculer ou s'enfoncer lorsque le système aérien exerce trop de pression sur le sol. Cette évolution naturelle tend vers une fermeture du plan d'eau.
L'intérêt de ce milieu a été noté très tôt et a abouti au classement en 1961 de la première réserve naturelle par André Malraux.

## Écologie (Biodiversité, intérêt écopaysager…)

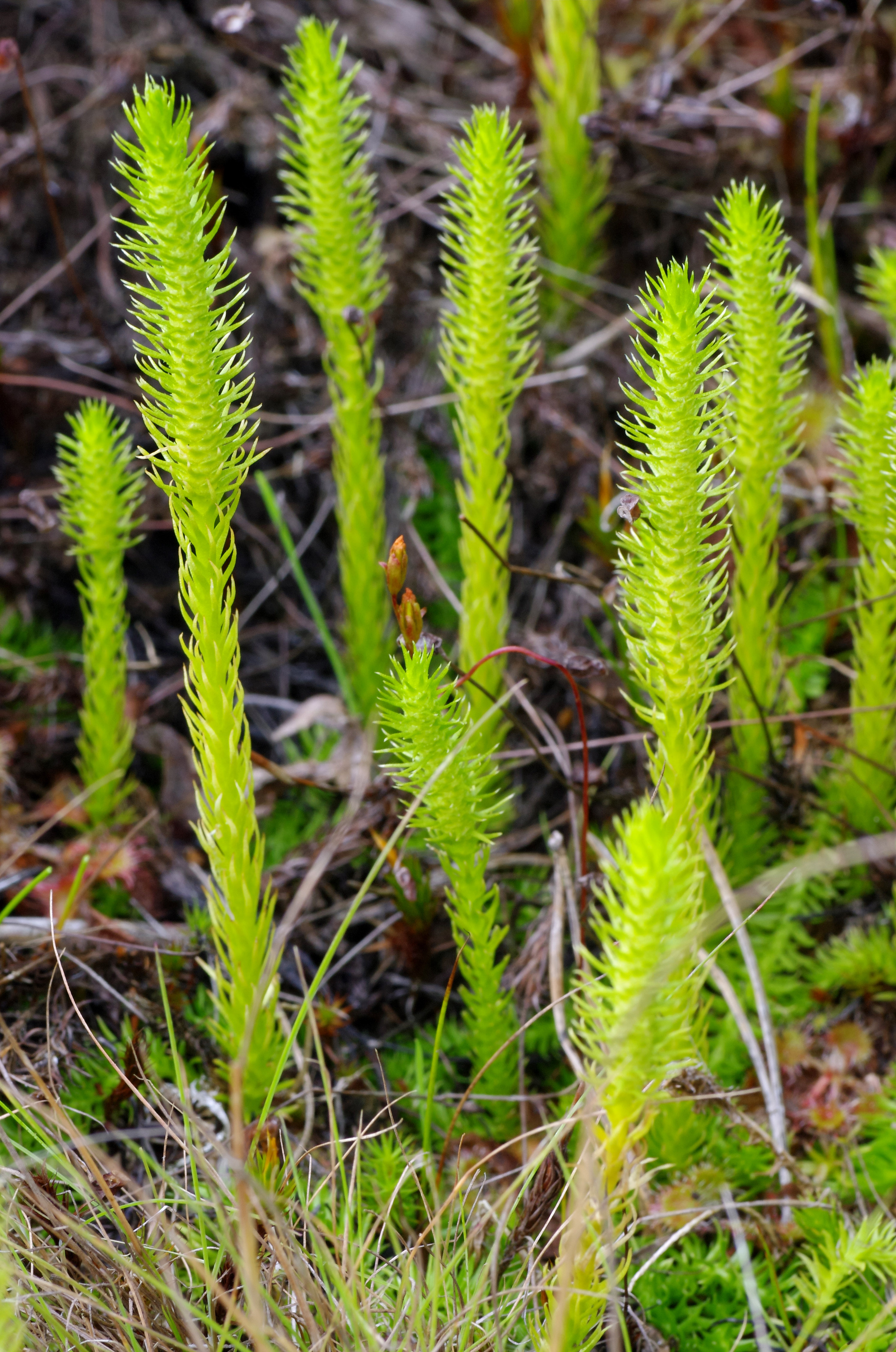
Lycopode inondé

Ce site fut classé pour sa végétation et son milieu assez atypique en France (type de milieu scandinave). L’écosystème y est particulier et très fragile. On y trouve des végétaux adaptés à ce milieu acide et humide : sphaignes, bruyères, plantes carnivores, pin à crochets, carex... De plus, cette zone humide abrite plus de 150 espèces de lépidoptères.
Le site comprend deux systèmes tourbeux : le lac-tourbière caractérisé par des radeaux flottants et la tourbière du col, partiellement boisée par des pins à crochets. On y trouve tous les stades d’évolution écologique de ces milieux à sphaignes.

### Flore

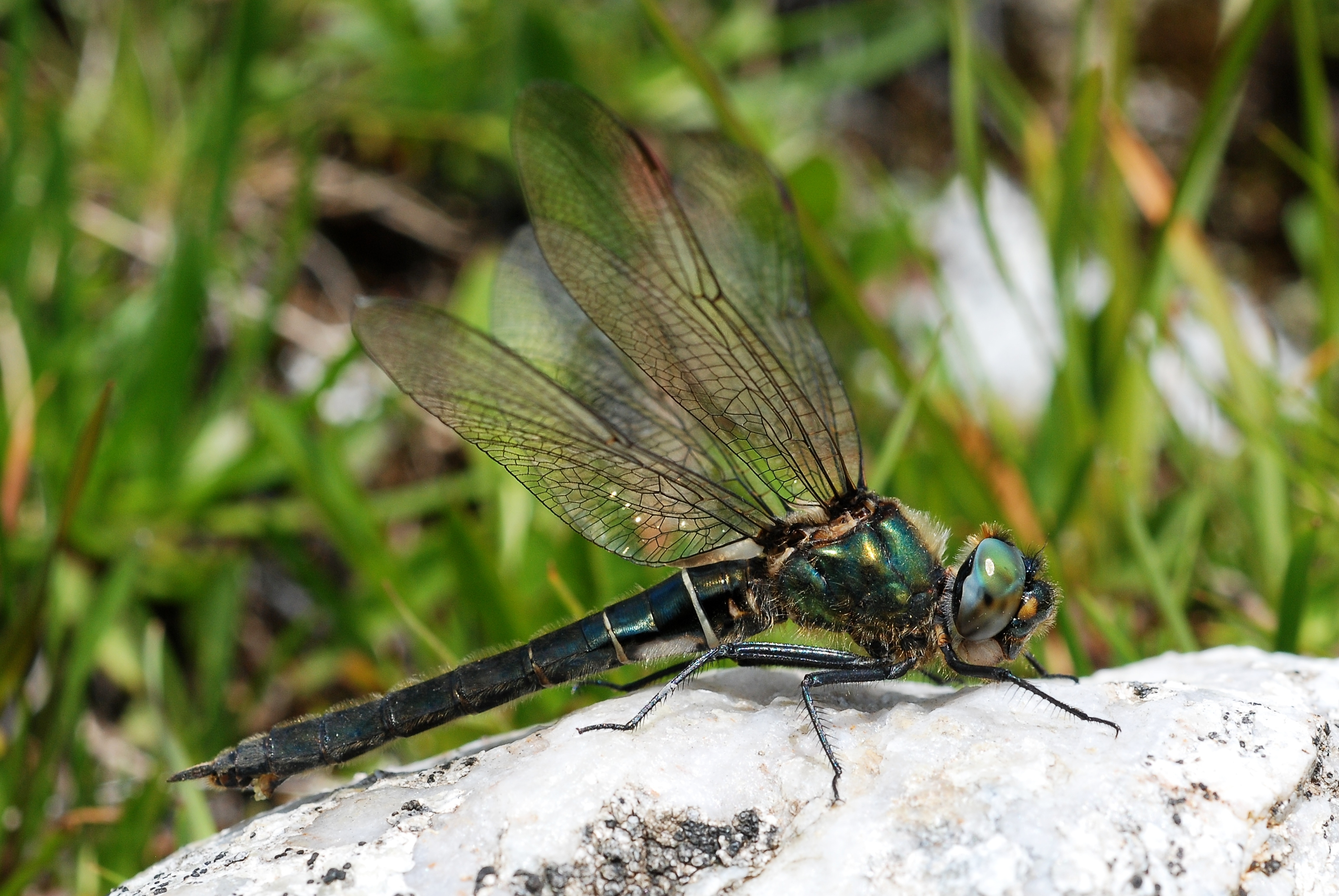
Cordulie alpestre

Outre les pins à crochets, ce paysage nordique constitue un refuge pour des espèces reliques des périodes glaciaires. On y trouve les petites pousses du Lycopode inondé, la Scheuchzérie des marais, le Rossolis à feuilles rondes ou la Petite utriculaire.

### Faune
Sur le site sont présentes 17 espèces de libellules dont certaines sont inféodées aux tourbières : Cordulies alpestre et arctique, Leucorrhine douteuse.

## Intérêt touristique et pédagogique
La réserve naturelle est parcourue de sentiers permettant de découvrir le site. L’eau du lac est noire à cause de l'acidité de l'eau qui ne permet pas à la matière organique de floculer : celle-ci est en suspension et ne se dépose pas au fond.

## Administration, Plan de gestion, règlement
Le site est geré par l’ONF Isère qui assure différentes missions : accueil du public, aménagement du site, études et suivis scientifiques. Des sorties sont organisées régulièrement.
Les actions entreprises sur le site servent à préserver la tourbière. Plusieurs arbres ont été coupés car ils ne correspondaient pas au milieu, la tourbière étant avant tout un milieu ouvert.
Au titre des menaces, cette tourbière-lac subit des pressions anthropiques importantes car elle se trouve au bord de deux routes départementales allant à la station de ski de Chamrousse. Ces routes sont fortement salées en hiver (environ 1 tonne / km) et les apports de sel perturbent dangereusement les équilibres physico-chimique du milieu en favorisant l'apparition d'espèces halophiles notamment dans le phytoplancton. Des travaux ont été réalisés en 2012 pour canaliser les eaux salées.

### Outils et statut juridique
La réserve naturelle a été créée par un arrêté ministériel du 15 mars 1961. Le décret du 3 avril 1991 abroge l'arrêté et renouvelle le classement de la réserve naturelle.
Le réseau Natura 2000 intervient depuis 1998 sur ce Site d'importance communautaire les tourbières de Luitel (FR8201732). L'exercice de la chasse et de la pêche est interdit sur l'ensemble du territoire de la réserve ainsi que toutes activités agricoles et pastorales.